# LEGO Harry Potter Collection
LEGO Harry Potter Collection è un videogioco d'azione sviluppato da Traveller's Tales e pubblicato da Warner Bros. Interactive Entertainment il 21 ottobre 2016.
Il videogioco raccoglie i due titoli LEGO Harry Potter: Anni 1-4 e LEGO Harry Potter: Anni 5-7 pubblicati rispettivamente il 25 giugno 2010 e l'11 novembre 2011.

## Modalità di gioco
Lanciare incantesimi e creare pozioni sono le basi fondamentali di questo gioco. Non tutti gli incantesimi sono disponibili fin dall'inizio e creare esattamente le pozioni è molto importante per completare vari obiettivi: nel caso in cui vengano create in modo errato si verificheranno effetti collaterali negativi.
I personaggi giocabili sono più di 200, tra cui Harry Potter, Ron Weasley, Hermione Granger, Albus Silente e Rubeus Hagrid, e ognuno avrà abilità differenti.

## Contenuti scaricabili
Nel gioco sono anche disponibili due DLC aggiuntivi. Nel primo sono presenti nuovi personaggi: Godric Grifondoro, Harry Potter (ballo del Ceppo), Tosca Tassorosso, Gilderoy Allock (camicia di forza), Luna (testa di leone), Pix il Poltergeist, Hermione Granger (abito rosa), Ron Weasley (ghoul), Priscilla Corvonero e Salazar Serpeverde, mentre nel secondo sono presenti nuovi incantesimi: Cantis, Densaugeo, la fattura Paperante, gli incanti Melofors e Tentaclifors.

## Accoglienza
IGN dichiara: «aggiornato alle tecnologie odierne, LEGO Harry Potter è un titolo imperdibile per tutti gli amanti della saga di J. K. Rowling» dandogli una valutazione di 8 punti su 10.